# Perwenez
Die Perwenez (russisch Первенец) war der Name einer gepanzerten schwimmenden Batterie (russisch: броненосная плавучая батарея) der Kaiserlich-Russischen Marine. Das 1861 gebaute Schiff wurde in den russischen Flottenlisten auch als Küstenpanzerschiff (russisch: броненосец береговой обороны) geführt. 1891 entwaffnet, blieb das Schiff noch bis Ende der 1950er Jahre im Einsatz und gehörte damit zu den Schiffen mit der längsten Dienstzeit.

## Geschichte
Die 1861 bestellte Perwenez war nach dem 1861 gebauten Kanonenboot Opyt das zweite gepanzerte und das erste größere gepanzerte Kriegsschiff der Kaiserlich-Russischen Marine überhaupt. In der deutschen Übersetzung bedeutet der Name „Der Erstgeborene“. Praktisch handelt es sich bei ihr um ein kleines Kasemattschiff. Das Schiff wurde am 6. Mai 1863 bei der Thames Ironworks and Shipbuilding and Engineering in London zu Wasser gelassen. Wegen der Verschlechterung der Beziehungen zwischen dem Vereinigten Königreich und Russland wurden im Juli 1863 die Fregatten General-Admiral und Oleg damit beauftragt, das Schiff ungeachtet der Tatsache, dass es noch nicht fertiggestellt war, nach Kronstadt zu überführen. Die Bewaffnung der Perwenez war zu diesem Zeitpunkt noch nicht eingerüstet. Am 5. August 1863 erreichte das Schiff Kronstadt. Für seine Leistungen während der Überfahrt erhielt der Kommandant der General-Admiral, Wassili Alexandrowitsch Stezenko, den Orden des Heiligen Wladimir 3. Klasse. Nach der Einrüstung der Bewaffnung von 26 60-Pfünder-Kanonen wurde das Schiff zum Ende des Jahres in Dienst gestellt.
Die Verdrängung der Perwenez lag bei 3622 t. Die Maschinenanlage, die aus einer Dampfmaschine und zwei Kesseln bestand, leistete 1067 PS. Angetrieben von einer Schraube erreichte das Schiff eine Geschwindigkeit von 8 Knoten. Das Schiff war auf der gesamten Länge des Batteriedecks gepanzert. Mittschiffs war die Panzerung 114 mm stark, an den Enden noch 102 mm. Die Panzerung war mit Teakholz in einer Stärke von 254 mm hinterlegt, um bei Treffern das Abplatzen von Teilen der spröden Panzerung zu verhindern.
Nach dem Vorbild der Perwenez wurden in St. Petersburg zwei weitere schwimmende Batterien gebaut. Die Ne tron menja (übersetzt: „Fass mich nicht an“) wurde am 6. Juli 1865 in Dienst gestellt, die Kreml in der ersten Jahreshälfte 1867. Die Ne tron menja erhielt 24 60-Pfünder vom gleichen Typ wie die Perwenez, jedoch wurden bereits 1866 die Kanonen gegen 17 8-Zoll-Geschütze mit gezogenem Lauf getauscht, lediglich ein 60-Pfünder blieb an Bord. Die Perwenez bekam 1872 zwei gezogene 8-Zoll-Geschütze. Die Kreml war von Anfang an mit sechs 8-Zoll-Geschützen und 10 60-Pfündern ausgerüstet.
Später wurde die Bewaffnung der schwimmenden Batterien nochmals geändert. Die Perwenez bekam 1891 sechs Kanonen vom Kaliber 203 mm, sechs 152-mm-Kanonen Modell 1877, jeweils zwei 120-mm-, 87-mm- und 47-mm-Kanonen sowie fünf 37-mm-Revolverkanonen von Hotchkiss. Am 1. Februar 1892 wurden alle drei schwimmenden Batterien der Baltischen Flotte in Küstenpanzerschiffe umklassifiziert.
Am 2. September 1905 wurde die Bewaffnung der Perwenez demontiert. Der Rumpf des Schiffes war jedoch noch brauchbar, so dass das Schiff noch bis Ende der 1950er-Jahre als antriebslose Schute eingesetzt wurde.

## Bezeichnungen
Während seiner langen Dienstzeit trug das Schiff verschiedene Namen bzw. Bordnummern:
- Perwenez (Первенец) von 1861 bis 1908
- Nr. 1 (Баржа №1) von 1908 bis 1931
- KP-3 (КП-3) vom 1. Januar 1932 bis zum 12. Juli 1942
- K-4199 vom 12. Juli 1942 bis zum 16. Mai 1949
- BSN-491000 (БСН-491000) ab dem 16. Mai 1949